# Maschinostroitelei (Metro Jekaterinburg)

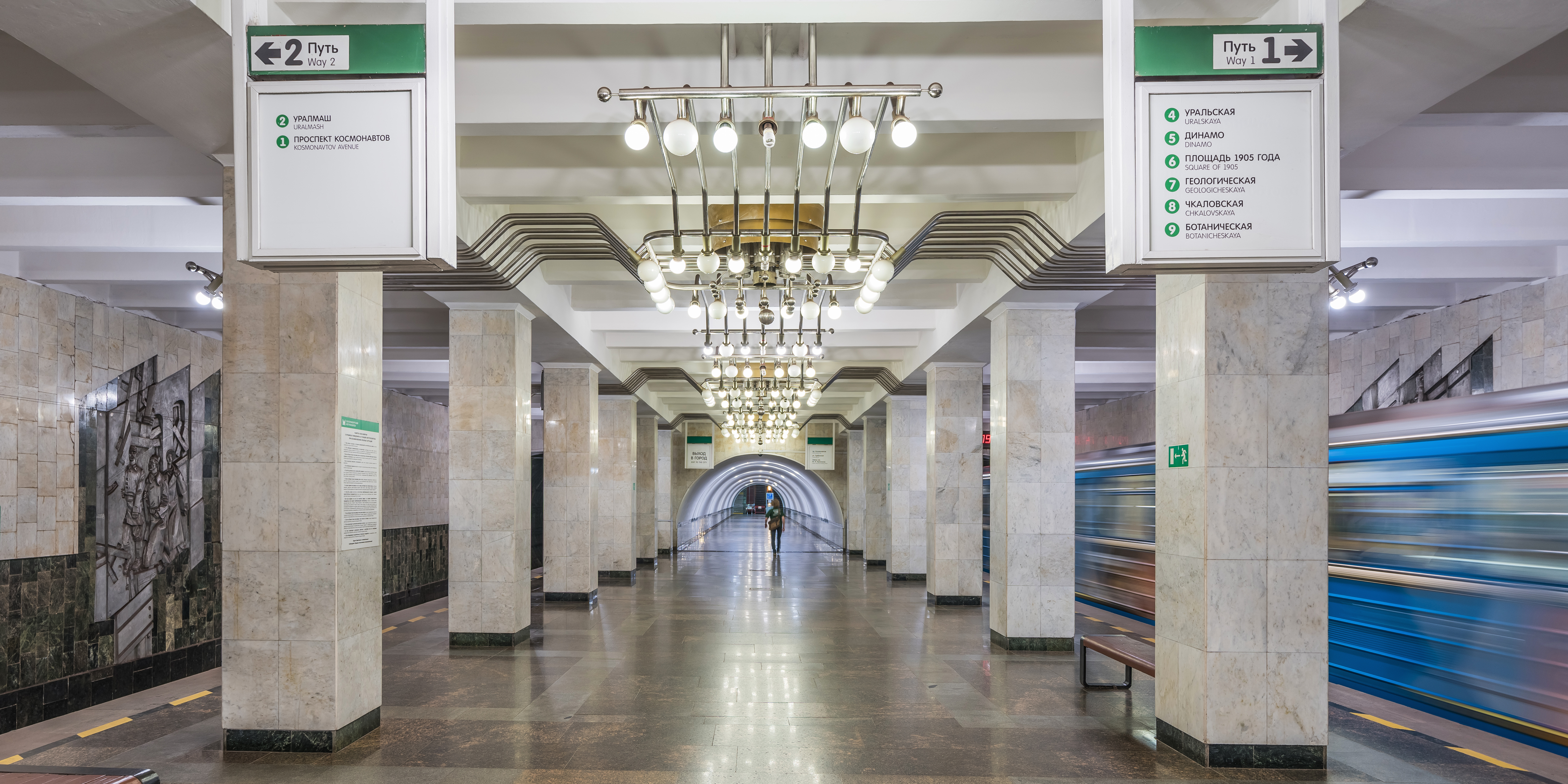
Die Bahnsteighalle

Die Station Maschinostroitelei (russisch Машинострои́телей) ist ein im April 1991 eröffneter U-Bahnhof der Metro in Jekaterinburg.

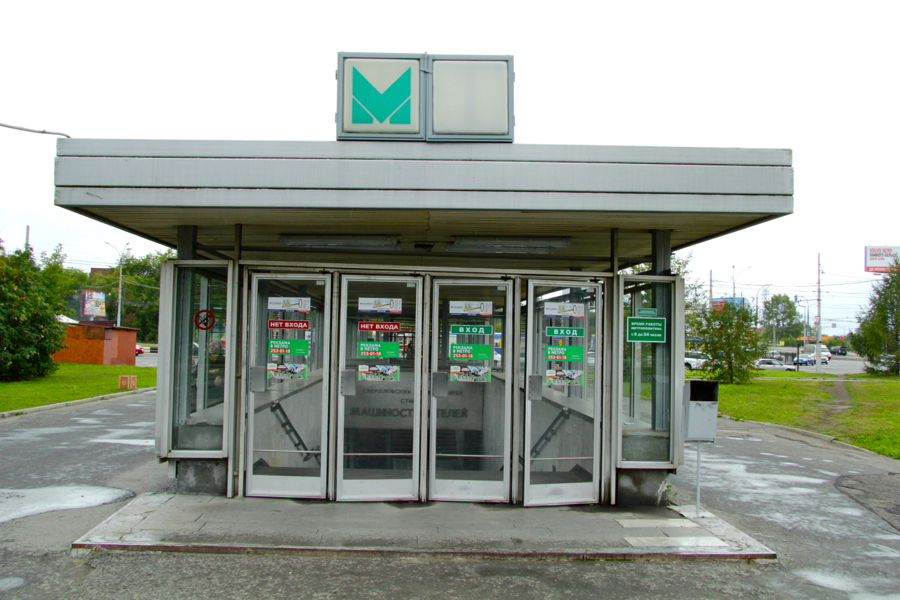
Eines der Eingangsgebäude

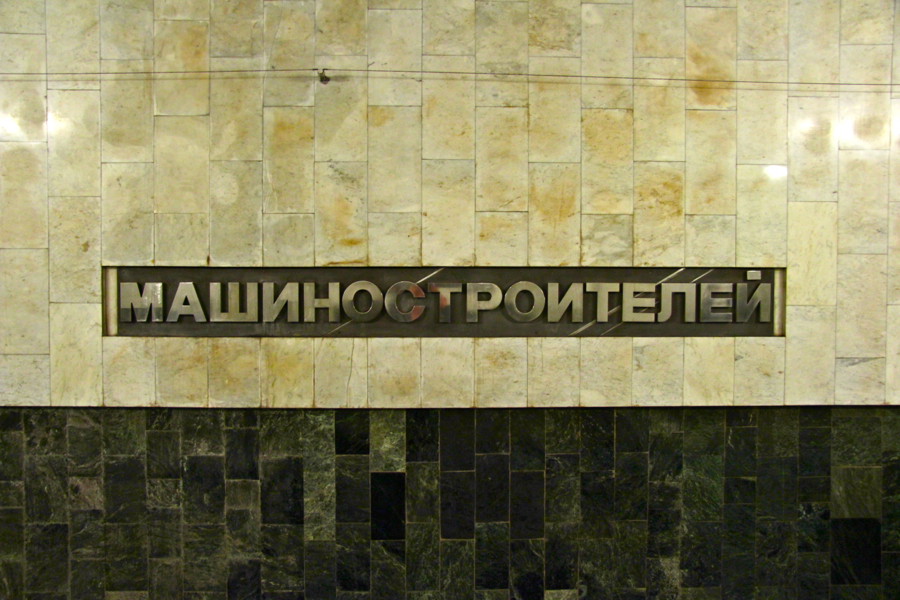
Schriftzug des Stationennamens auf dem Bahnsteig

## Lage
Die Station Maschinostroitelei liegt zwischen den Stationen Uralskaja und Uralmasch und befindet sich im nördlichen Stadtbezirk Ordschonikidsewski. Obwohl der Name etwas anderes vermuten lässt, liegt die Station nicht an der gleichnamigen Straße prospekt Maschinostroitelei, die sich weiter nördlich an der Station Uralmasch befindet, sondern unter dem nach Norden führenden prospekt Kosmonawtow. In unmittelbarer Nähe der Station befindet sich die Staatliche Pädagogische Universität des Uralgebietes und das Gelände des Uraler Werks für Schwermaschinenbau, Uralmasch. Sonst ist die Umgebung eher von Gewerbeflächen geprägt. Die Bahnsteigebene verfügt an ihrem nördlichen und südlichen Ende über einen Ausgang. Im Norden führt ein abfallender Tunnel direkt vom Eingang auf den Bahnsteig. Im Süden führt der schräg abfallende Tunnel indirekt über eine Galerie zum Bahnsteig. An beiden Ausgängen befinden sich je zwei kurze Rolltreppen an den Seiten und in der Mitte eine normale Treppe. Der Bahnsteig der Station ist 104 Meter lang und liegt zwischen nur sechs und acht Meter unter der Erdoberfläche.

## Geschichte

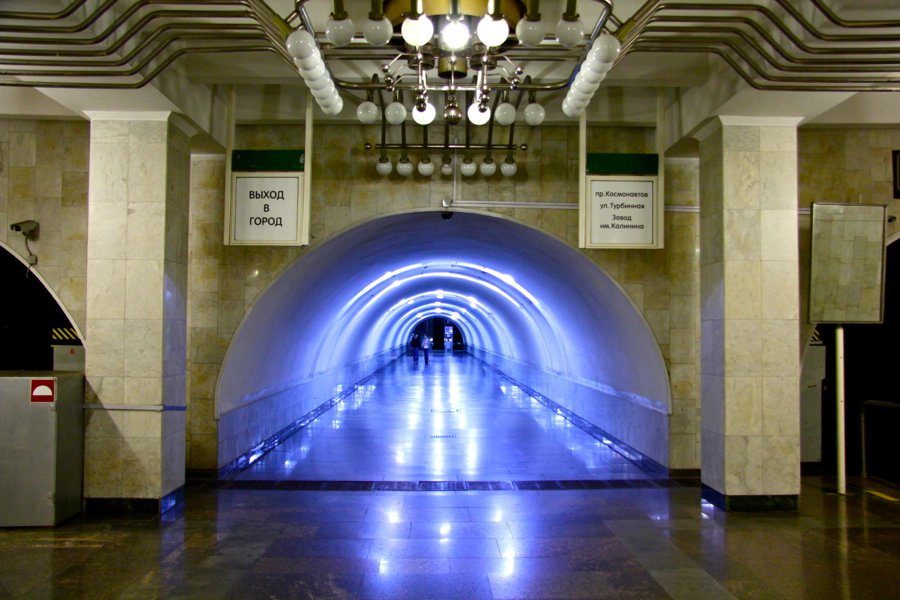
Galerie am südlichen Zugang

Die Station war die südlichste im ersten Teilstück der neuen Metro in Jekaterinburg, damals noch Swerdlowsk, welches im Norden bei der Station Prospekt Kosmonawtow begann. Erste Vorbereitungsarbeiten für den U-Bahnhofbau begannen bereits im Januar 1981, als verschiedene Leitungen und Transportwege, insbesondere auch die Straßenbahnschienen umgelegt wurden. Im Juli 1982 wurden von der südlich gelegenen, aber bereits früher begonnenen Station Uralskaja die Bohrarbeiten am längsten Tunnel der Metro Jekaterinburg aufgenommen. Die Arbeiten für den Aushub der Grube für die Station begannen im Juli 1983. Sie wurde in offener Bauweise errichtet. Der Durchbruch im ersten Verbindungstunnel zur nördlich gelegenen Station Uralmasch geschah im April 1985, der zweite im April 1986. Im Februar 1986 startete der Innenausbau der Station. Am 26. April  1991 fand die feierliche Eröffnung der neuen Metro in der Station Maschinostroitelei statt. Der erste reguläre Zug in nördliche Richtung fuhr einen Tag später. Am 22. Dezember 1992 wurde der Zugverkehr mit der südlichen Station Uralskaja aufgenommen. 

## Architektur

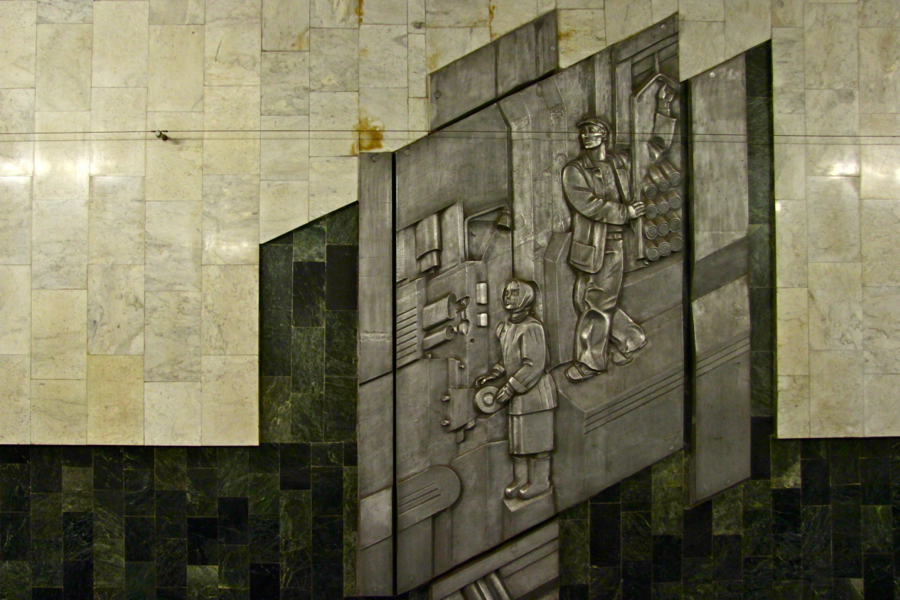
Flachrelief mit Arbeiterszene

Der Bahnhof ist von innen mit zwei Arten von Stein aus dem Ural verkleidet – dunkelgrüner Serpentinit aus einem Tagebau in Schabrowski, am südlichen Rand von Jekaterinburg und weißer Marmor aus Kojelga (Oblast Tscheljabinsk), der auch im Moskauer Weißen Haus, der Moskauer Metro und der Christ-Erlöser-Kathedrale verbaut wurde.
Der Mittelbahnsteig ist auf seiner gesamten Länge frei und wird rechts und links von viereckigen weißen Säulen im Abstand von 4,5 Metern zueinander längs geteilt. Dahinter liegen rechts und links die Gleistunnel. An den Wänden seitlich des Bahnsteigs befinden sich gegossene Flachreliefe. An den Decken hängen moderne flache Leuchter aus glänzendem Metall, die an Spinnen erinnern. Die Leuchtkörper sind aus Milchglas. Die Leuchter und die Sitzbänke wurden im nahegelegenen Kalinin-Maschinenbauwerk gebaut, welches bis heute Rüstungsgüter produziert. Die Leuchter wurden auch dort entworfen.

## Name
Der Bahnhof besaß während der Planungszeit lange den Namen Kalininskaja, angelehnt an das nahegelegene Kalinin-Maschinenbauwerk (Машиностроительный завод имени Калинина, gehört heute zu Almas-Antei), welches wiederum seinen Namen vom sowjetischen Politiker Michail Kalinin erhielt. 

## Verkehrsanbindung
Die Station verfügt über Umsteigemöglichkeiten zur Straßenbahn und zum Trolley- sowie Omnibus. Die große Straße prospekt Kosmonawtow, unter welcher die Station liegt, ist außerdem einer der Hauptverbindungswege zwischen dem Stadtzentrum und dem nördlichen Stadtbezirk Ordschonikidsewski.